# Шишковский сельсовет
Шишковский сельсовет — упразднённая административно-территориальная единица, существовавшая на территории Московской губернии и Московской области до 1939 года.
Шишковский с/с возник в первые годы советской власти. По состоянию на 1922 год он входил в Яропольскую волость Волоколамского уезда Московской губернии.
По данным 1926 года в состав сельсовета входили 3 населённых пункта — Большое Шишково, Малое Шишково и Новое Шишково, а также 1 хутор.
В 1929 году Шишковский с/с был отнесён к Волоколамскому району Московского округа Московской области.
17 июля 1939 года Шишковский с/с был упразднён. При этом его территория была передана в Парфеньковский с/с.